# 矢野祥
矢野 祥（やの しょう、Sho Timothy Yano、1990年10月22日 - ）は、アメリカ合衆国の医学者。オレゴン州ポートランド出身。

## 人物
8歳までギフテッド専門の学校に通うが、飛び級を許可されなかったため、勉強は母親がホームスクーリングをして補った。
2000年に9歳にしてイリノイ州シカゴのロヨラ大学(en)に入学。生物学を専攻し、Summa Cum Laude（最優秀賞）を得て卒業。
2003年、13歳でシカゴ大学医学大学院に入学。2012年に修了した。修了後は同大学付属病院にて研修医として勤務する。
13歳当時のインタビューでは、医療関係の研究者や教授職に就きたいと語ったが、医学大学院生時代に病気で苦しむ子供たちと出会った経験から、シカゴ大学医学大学院修了後は小児科医への道に進んだ。
ピアノの腕も高く、リサイタルを行っている。

### 家族
日系の父（矢野桂）と韓国系の母（陳慶恵）を持つ。妹の矢野さゆりは、2006年9月に11歳でシカゴのトルーマン大学(en)に入学、13歳で同校を卒業した。

## 経歴
- 1990年 オレゴン州ポートランドにて誕生。
- 1995年 小学校に飛び級で入学（4歳）初めてピアノの曲を作曲。
- 1996年 レイク・サイド・スクール(en)に転入。
- 1999年 SAT（大学入試全国統一テスト）で1600点中1500点を記録。
- 2000年 私立ロヨラ大学生物学部に入学。「僕、9歳の大学生」を出版。
- 2003年 ロサンゼルスで開かれた国際ピアノコンペティションに出場。
- 2003年 シカゴ大学医学部大学院（メディカルスクール）に奨学生として入学（13歳）。
- 2009年 シカゴ大学で分子遺伝学と細胞学の博士学位を受ける（18歳10か月）[8]。
- 2012年 シカゴ大学医学大学院を修了。M.D.を取得した[4]。

## 著書
- 『僕、9歳の大学生 - 父・母・本人、「常識」との戦い』祥伝社 (2001年) ISBN 4396410166
- 『読む・書く・考える IQ200の「学び」の方法』　祥伝社 (2013年) ISBN 978-4-396-61455-3 　原文は英語で父親が邦訳。

## 論文
- A phage-encoded inhibitor of Escherichia coli DNA replication targets the DNA polymerase clamp loader. Yano ST, Rothman-Denes LB. Mol Microbiol. 2011 Mar;79(5):1325-38. doi: 10.1111/j.1365-2958.2010.07526.x. Epub 2011 Jan 18.
- Diaspora, a large family of Ty3-gypsy retrotransposons in Glycine max, is an envelope-less member of an endogenous plant retrovirus lineage. Yano ST, Panbehi B, Das A, Laten HM. BMC Evol Biol. 2005 May 5;5:30.

## CM出演
- J-オイルミルズ「AJINOMOTO 毎日ＤＨＡ」(食用油)(2004年)